# Thane Baker
Thane Baker (n. 4 octombrie 1931, Elkhart⁠(d), Kansas, SUA) este un sprinter ce a reprezentat Statele Unite ale Americii, medaliat olimpic. A participat la două ediții ale Jocurilor Olimpice (1952, 1956) în care a câștigat o medalie de aur, două medalii de argint și o medalie de bronz.

## Palmares
| An   | Competiție        | Locație              | Loc | Eveniment | Note |
| ---- | ----------------- | -------------------- | --- | --------- | ---- |
| 1952 | Jocurile Olimpice | Helsinki, Finlanda   | 2   | 200 m     | 20,8 |
| 1956 | Jocurile Olimpice | Melbourne, Australia | 2   | 100 m     | 10,4 |
| 1956 | Jocurile Olimpice | Melbourne, Australia | 3   | 200 m     | 20,9 |
| 1956 | Jocurile Olimpice | Melbourne, Australia | 1   | 4×100 m   | 39,5 |